# 220 Volts (série de televisão)
220 Volts é uma série brasileira de comédia de esquetes, exibido pelo canal de televisão por assinatura Multishow, que estreou em 25 de outubro de 2011 e foi exibida até 6 de outubro de 2016, produzida pela Migdal Filmes e apresentada pelo ator e comediante Paulo Gustavo.
Inspirado nos programas americanos, o 220 Volts apresentava várias esquetes, gravadas em estúdio ou locações reais, e além de interpretar uma versão fictícia de si mesmo, Paulo Gustavo interpreta vários personagens como "Dona Hermínia" e a "Senhora dos Absurdos", além de interagir com o público e quebrar a quarta parede durante todo o programa.

## Exibição
Um episódio inédito foi exibido na Rede Globo como especial de fim de ano em 22 de dezembro de 2020 e reexibido no dia 26 de dezembro no canal Multishow.
Em 4 de maio de 2021, a TV Globo reprisou o especial como forma de homenagem ao ator Paulo Gustavo, que faleceu em decorrência da COVID-19.

## Enredo
O programa é apresentado em um palco de teatro e o tema é sobre situações inusitadas, constrangedoras e cômicas retratando o cotidiano usando sempre personagens criados pelo ator.

## Temporadas
Na primeira temporada foram gravados 13 episódios com 12 horas de gravações diárias em 18 dias. A primeira temporada foi sucesso absoluto sendo a maior audiências dos programas da TV Paga. Foi lançada em DVD duplo, pela AMZ Mídia, em 2012.
As gravações ocorreram no mês de fevereiro e estreou com 13 episódios no dia 24 de abril com 11 novos personagens, dentre eles "Anjo Gabriel" e "Mulher de Época". A atração continuou com produção da Migdal Filmes e textos de Paulo Gustavo e Fil Braz.
Na terceira temporada que estreou em 23 de outubro de 2012 teve como tema a cidade de Nova Iorque.
A pré-estreia da quarta temporada foi exibida no próprio site do Multishow no dia 8 de abril de 2013, um dia antes da estreia oficial no canal. Diferente do tema anterior, o programa teve como tema central a cidade de Búzios. Segundo o próprio diretor do programa, o 220 Volts tem uma improvisação que acaba trazendo "um frescor que o público percebe".
Em dezembro de 2015, Paulo Gustavo postou uma foto em suas redes sociais de seu personagem Nerd do programa 220 Volts, contando que fará uma nova temporada do programa: "Saudades do 220Volts na TV! Ano que vem vou fazer 9 episódios desse programa no Multishow novamente! 5ª temporada depois de anos!".

## Episódios

### Primeira temporada (2011-2012)
1. Medo (25 de outubro de 2011)
2. Relacionamento (1 de novembro de 2011)
3. Vida Saudável (8 de novembro de 2011)
4. Fama (22 de novembro de 2011)
5. Consumo (29 de novembro de 2011)
6. Viagem (6 de dezembro de 2011)
7. Sair do Sério (13 de dezembro de 2011)
8. Dinheiro (20 de dezembro de 2011)
9. Festas (27 de dezembro de 2011)
10. Sem Roteiro (3 de janeiro de 2012)
11. Competição (10 de janeiro de 2012)
12. Esportes (17 de janeiro de 2012)
13. Paranóia (24 de janeiro de 2012)

### Segunda temporada (2012)
1. Fama (24 de abril de 2012)
2. Sexo (1 de maio de 2012)
3. Anos 80 (8 de maio de 2012)
4. Convivência (15 de maio de 2012)
5. Evolução (22 de maio de 2012)
6. Preconceito (29 de maio de 2012)
7. Morte (5 de junho de 2012)
8. Sete Pecados (12 de junho de 2012)
9. Amizade (19 de junho de 2012)
10. Mentira (26 de junho de 2012)
11. Comunicação (3 de julho de 2012)
12. Praia (10 de julho de 2012)
13. De Saco Cheio (17 de julho de 2012)

### Terceira temporada (2012-2013)
1. Nova York (23 de outubro de 2012)
2. Análise (30 de outubro de 2012)
3. Clichê (6 de novembro de 2012)
4. Fama (13 de novembro de 2012)
5. Bebida (20 de novembro de 2012)
6. Caridade (27 de novembro de 2012)
7. Clube (4 de dezembro de 2012)
8. Estilo (11 de dezembro de 2012)
9. Interesse (18 de dezembro de 2012)
10. Falta de Tema (8 de janeiro de 2013)
11. Exagero (15 de janeiro de 2013)
12. Profissão (22 de janeiro de 2013)
13. Sinceridade (29 de janeiro de 2013)

### Quarta temporada (2013)
1. Búzios (9 de abril de 2013)
2. Restaurante (16 de abril de 2013)
3. Música (23 de abril de 2013)
4. Carnaval (30 de abril de 2013)
5. Sem Censura (7 de maio de 2013)
6. Sentimento (14 de maio de 2013)
7. Literatura (21 de maio de 2013)
8. Vícios, Manias e Superstições (28 de maio de 2013)
9. Sem Tema (4 de Junho de 2013)
10. Tipos de Gente (11 de Junho de 2013)
11. Tudo ao Contrário (18 de Junho de 2013)
12. Encontros (25 de Junho de 2013)
13. Fama (2 de Julho de 2013)

### Quinta Temporada (2016)
1. Fama (26 de Setembro de 2016)
2. Crise (27 de Setembro de 2016)
3. Dicas (28 de Setembro de 2016)
4. Internet (29 de Setembro de 2016)
5. Tempo (30 de Setembro de 2016)
6. Defesa (03 de Outubro de 2016)
7. Volta (04 de Outubro de 2016)
8. Extremos (05 de Outubro de 2016)
9. Academia (06 de Outubro de 2016)
10. Dia das Mães (Especial)

### Especial de Natal (2020)
1. Natal (22 de dezembro de 2020)

## Elenco
- Paulo Gustavo como Ele mesmo e vários personagens
- Marcus Majella como Marquinhos, assistente de Paulo Gustavo
- Flávia Reis como Rita
- Marina Palha como Hanna
- Rafael Zulu

## Adaptações
Em 2014, Paulo Gustavo levou o programa aos palcos e entrou em turnê com a peça teatral até 2016. Em 2016, estava previsto um filme inspirado no programa, mas a ideia não foi pra frente..